# دير أوثيميوس
أسس أوثيميوس العظيم (377-473) دير أوثيميوس كمستوطنة ديرية حصلت على كرامة اللافرا في برية الخليل في عام 420، إذ يُعرف الدير أيضًا باسم لافرا أو لورا أوثيميوس. بعد هجره بشكل نهائي في القرن الثالث عشر، تحول دير أوثيميوس إلى نزل للمسافرين «كاروانسراي» ليُعرف باسم خان الأحمر، إذ يرجع أصل كلمة خان اللغة الفارسية وتعني النزل أو الفندق الصغير. ما تزال أنقاض الدير شامخة على مسافة قصيرة جنوب طريق القدس – أريحا السريع في الضفة الغربية.

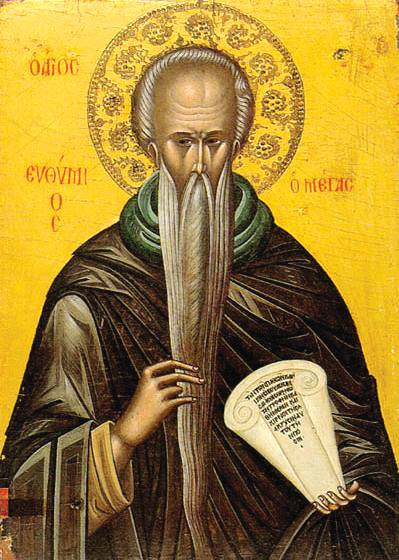
أوثيميوس العظيم

لا ينبغي الخلط بين خان الأحمر وخان الحتروري القريب منه، الذي يُعرف باسم نزل السامري الصالح لدى الزوار، إذ يُشار إليه في بعض الأحيان باسم خان الأحمر.

## الدير
لافرا القديس أوثيميوس (428-473)
أصبحت الكنيسة مكرسة للعبادة بواسطة أسقف القدس جوفينال في 5 مايو 428. كانت اللافرا مؤلفة من مجموعة حجرات للنسّاك حول الكنيسة، إذ توضعت في أدوميم على الطريق الواصل بين أريحا والقدس، واستندت في بنائها إلى تصميم فاران لافرا ذات الحجرات الصغيرة. تشير السيرة التقديسية «الفيتا» الخاصة بالمؤسس، التي تُعرف أيضًا باسم أوثيميوس أرمينيا الصغرى، إلى عيشه سنواته الأولى كراهب في الأرض المقدسة (406-411) في فاران.
السينوبيوم البيزنطي بعد أوثيميوس
بعد موت أوثيميوس في 20 يناير 473، تحولت الكنيسة إلى حجرة طعام وبُنيت الكنيسة الجديدة بالإضافة إلى السينوبيوم فوقها. كان السينوبيوم عبارة عن منطقة مخصصة للرهبان في طور تعلم الرهبنة حيث تلقوا التدريب اللازم قبل قبولهم في لافرا التقليد الساباتي. حظيت هذه الكنيسة الجديدة بقدسيتها عبر بطريرك القدس مارتيسريوس في عام 482، ليُعرف الموقع بعد ذلك باسم دير القديس أوثيميوس.
الفترة الإسلامية المبكرة
بعد دمارها الناجم عن زلزال عام 660، أُعيد بناء اللافرا بطريقة مماثلة. تشير الشهادات القديمة إلى وقوع هجوم بدوي على الدير في عام 796/797 كجزء من سلسلة هجمات ضد الأديرة الموجودة في القدس وبرية الخليل في الفترة الممتدة بين أواخر القرن الثامن وأوائل القرن التاسع، لكن تميل أدلة علم الآثار عمومًا إلى تصوير هجر الدير بشكل سلمي، عوضًا عن تدميره بواسطة الإنسان أو الطبيعة.
الفترة الصليبية
دوّن الأب دانيال في عام 1106: «إلى الشرق من لورا القديس سابا، تمامًا خلف الجبل، يقبع دير القديس أوثيميوس، على بعد ثلاثة فرستا، حيث يرقد القديس أوثيميوس، ومعه أبوات قديسون آخرون، وأجسادهم كأجساد الأحياء. يوجد دير صغير في مكان مستو، وحوله جبال صخرية ممتدة. بُني هذا الدير بسور محيط مع إيلاء مزيد من الارتفاع للكنيسة. يقبع بالقرب منه أيضًا دير القديس ثيوكتيستوس، تحت الجبل، إذ يقع على بعد نصف يوم سيرًا على الأقدام من دير أوثيميوس، وقد ألحق الوثنيون الدمار بكل ذلك الآن».
شهد هذا المجمع الديري مرحلة هائلة من إعادة البناء والترميم في القرن الثاني عشر خلال الفترة الصليبية، إلا أنه أصبح مهجورًا بالكامل في القرن التالي.

## أهمية اللورا
لعبت لورا أوثيميوس دورًا أساسيًا في تقدم حركة الساباتية (الديرية الصحراوية) وتنظيمها، وباعتبارها الدير الديوفيزي الوحيد في برية الخليل في زمن مجمع خلقيدونية (451)، شكلت عاملًا مركزيًا في تطور الأرثوذكسية الخلقدونية داخل الديرية الفلسطينية، في ما كان في السابق فلسطين الميافيزية المناهضة تقريبًا للخلقدونية.

## الكاراوانسراي (خان الأحمر)
فترة المماليك
بعد هجر دير أوثيميوس في القرن الثالث عشر، خلال فترة المماليك، تحولت المباني الخاصة بالدير إلى نزل للمسافرين في نفس القرن، وأصبح معروفًا باسم خان الأحمر، الذي يمثل مبنى كاراوانسراي مكرس للحجاج المسلمين على الطريق بين القدس ومكة عبر النبي موسى. لا ينبغي الخلط بين خان الأحمر وخان الحتروري القريب (الذي يُعرف باسم نزل السامري الصالح)، إذ يُشار إليه في بعض الأحيان باسم خان الأحمر.
الفترة العثمانية

عمل القس هاسكيت سميث على توجيه المجموعات الأوروبية في فلسطين في أواخر القرن التاسع عشر بالإضافة إلى تحريره كتيّبات موراي للمسافرين إلى سوريا وفلسطين العائدة إلى عام 1892. سجل سميث في مذكرات السفر الخاصة به لعام 1906 بعنوان أفراد الدورية في فلسطين زيارته خان الأحمر مع مجموعة من المسافرين في رحلة من القدس إلى أريحا:
كان المدخل عبارة عن ممر مقنطر في الجانب الأقرب للطريق، وكان هذا الممر مفتوحًا على فناء مسقوف مزود بقوسين متماثلين في النهاية الأخرى، مع أبواب مؤدية إلى حجرات عديدة على كلا الجانبين. تبادت خلف الفناء المسقوف ساحة مفتوحة رحبة، محاطة من ثلاث جهات بالجدران الشاهقة للخان، بينما تحدها من الجهة الرابعة الحجرات والفناء. كان هناك رجل بزي محلي في أحد أركان الفناء المسقوف، إذ كان منهمكًا في تحضير القهوة فوق منقل من الفحم، مع ملء النارجيلة وإعدادها في الوقت نفسه. كان هناك العديد من أنابيب النارجيلة المصفوفة على رف بالقرب من المنقل. كان هذا الرجل مدير النزل، أو، كما يعرفه المحليون، الخانيدجه. كان هناك بضعة بغّالة وعدد من عابري السبيل الذين يجلسون القرفصاء أو يستلقون على أرضية الفناء، بالإضافة إلى بعض الخيول والبغال المقيدة في الساحة المفتوحة في الداخل.

## إمكانية الوصول والسياحة
يقع الدير في شرقي ميشور أدوميم، المنطقة الصناعية في معاليه أدوميم، ومن الممكن زيارته بسهولة.

## اقرأ أيضاً
- دير مارتيريوس، دير بيزنطي متهدم في معاليه أدوميم القريبة.
- دير مار سابا، لافرا القديس سبّاس، دير بيزنطي (لا يزال مأهول)، أيضًا في برية الخليل.

## روابط خارجية
- Euthymius Monastery at BibleWalks.com. Accessed April 2021.
- Monastery of St. Euthymius (4 Eitam St, Ma'ale Adumim) at Google street view. Accessed April 2021.
- Survey of Western Palestine, Map 18: at IAA archives (Israel Antiquities Authority) and Wikimedia commons